# Бугрыш
Бугрыш — деревня в Малопургинском районе Удмуртской республики Российской Федерации.

## География
Деревня находится в южной части республики, в подзоне смешанных лесов, у реки Бугрышка, на расстоянии примерно 12 километров (по прямой) на запад от села Малая Пурга, административного центра района.

### Климат
Климат характеризуется как умеренно континентальный, с продолжительной холодной многоснежной зимой и коротким относительно жарким летом. Средняя температура воздуха самого тёплого месяца (июля) — 18,9 °C; самого холодного (января) — −14,3 °C. Вегетационный период длится 160—170 дней. Среднегодовое количество атмосферных осадков составляет 538 мм, из которых 353 мм выпадает в период с апреля по октябрь. Снежный покров держится в течение 160—165 дней.

## История
Известна с 1891 года, в 1893 году было 4 двора, с 1905 — 12, в 1924 — 20.
Входила до 2021 года в состав Уромского сельского поселения.

## Население
| 2010 | 2012 |
| ---- | ---- |
| 13   | →13  |

### Национальный и гендерный состав
Согласно результатам переписи 2002 года, в национальной структуре населения удмурты составляли 45 %, русские 41 % от общей численности в 22 чел.

### Историческая численность населения
Постоянных жителей было: 25 человек (1893 год), 58 (1905), 109 (1924), 22 в 2002 году, 13 в 2012.

## Инфраструктура
Личное подсобное хозяйство с зоной сельскохозяйственного использования, индивидуальная застройка усадебного типа.
Основа экономики — сельское хозяйство.

## Достопримечательности
Церковь Покрова Пресвятой Богородицы.

## Транспорт
Деревня доступна автотранспортом.